# وزارة السعادة (الإمارات العربية المتحدة)
وزارة السعادة في الإمارات هي وزارة تم انشائها في الإمارات عام 2016، ويسمى الوزير وزير دولة للسعادة ومن أهم مهامه موائمة كافة خطط دولة الإمارات العربية المتحدة وبرامجها وسياساتها لتحقيق سعادة المجتمع. استحدث هذا المنصب في 8 فبراير 2016
وأول وزيرة شغلت المنصب هي عهود خلفان الرومي.

## الوزيرة
تقلدت عهود خلفان الرومي أول منصب لوزارة السعادة والتي عملت في العديدة من الهيئات في الإمارات والعالم وتحمل درجتي البكالوريوس والماجستير من جامعة الشارقة وجامعة الإمارات العربية المتحدة على التوالي.

## الاهداف
جاء إنشاء وزارة السعادة لمواءمة كافة خطط الدولة وبرامجها وسياساتها لتحقيق سعادة المجتمع. كما تم الإعلان عن منصب وزير دولة للتسامح لترسيخ التسامح كقيمة أساسية في مجتمع الإمارات

## البرنامج الوطني للسعادة والايجابية
في يوليو 2016، أعلن وزير الدولة للسعادة علنًا اختيار 60 فردًا، يمثلون كيانات حكومية اتحادية ومحلية، ليكونوا المجموعة الأصلية لبرنامج رئيس السعادة والإيجابية.، لتعلم المعرفة وتطوير المهارات اللازمة لتحقيق أهداف برنامج كبير موظفي السعادة والإيجابية، يحضر المرشحون المختارون مركز العلوم الجيدة الكبرى في جامعة كاليفورنيا، بيركلي ومركز أكسفورد لليقظة  التابع لجامعة أكسفورد، اثنان من عدة شركاء دوليين جندتهم حكومة الإمارات لضمان نجاح برنامجها. يتكون البرنامج من خمسة محاور: علم السعادة والإيجابية، اليقظة، قيادة فريق سعيد، السعادة والسياسات في العمل الحكومي، قياس السعادة.

## منصة أصدقاء السعادة
في 18 أبريل 2017 أطلق البرنامج الوطني للسعادة وجودة الحياة مبادرة أصدقاء السعادة، وهي المنصة الإلكترونية الهادفة إلى تعزيز الطاقات، والمشاركة المجتمعية للأفراد والمؤسسات في مختلف المبادرات التي ينفذها البرنامج لدعم توجهات حكومة دولة الإمارات وجهودها بنشر وتعميم ثقافة السعادة وجودة الحياة.
يسعى البرنامج من خلال مبادرة أصدقاء السعادة إلى تعزيز الوعي المجتمعي بأهمية السعادة وجودة الحياة، وترسيخ شراكة فاعلة بين الحكومة والمجتمع، أفراداً ومؤسسات، لدعم جهود تحقيق السعادة في كافة المجالات وتوجهات الحكومة في عام الخير.

## مركز الإمارات لأبحاث السعادة
في مارس 2017، أطلقت جامعة الإمارات بالتعاون مع البرنامج الوطني للسعادة وجودة الحياة مركز الإمارات لأبحاث السعادة، الذي يعتبر الأول من نوعه في دولة الإمارات والشرق الأوسط. يهدف المركز إلىدعم جهود ترسيخ السعادة وجودة الحياة في المجتمع، من خلال الدراسات العلمية المتخصصة، ومجالات قياس وتقييم مؤشرات السعادة، ورصد توجهات ورؤى المجتمع، بما يعزز في اثراء المحتوى العلمي الخاص بالسعادة في دولة الإمارات، والمساهمة في النتائج العلمية على مستوى العالم.

## ردود الفعل
بعد الإعلان عن إنشاء وزارة جديدة للسعادة في الإمارات، وصف أحد المسئولين في هيومن رايتس ووتش الوزارة الجديدة بأنها "وزارة أورويلي"، إشارة إلى جورج أورويل الكاتب الإنجليزي الذي روى عن وزارة الحقيقة في روايته التي تحتل اسم 1984

## وزارات رديفة بالعالم
لم تكن وزارة السعادة في الإمارات هي الأولى في تسميتها او في غاربتها بل يوجد عدد من الوزارات الغريبة في العالم.
- وزارة السعادة في بوتان عام 1972، أنشأت الوزارة واعتبرتها مؤشرًا للسعادة وللتنمية الاقتصادية القائمة على مبادئ البوذية.[11]
- وزارة اليوجا في الهند انشئت عام 2014، من رئيس الوزراء الهندي لتعزيز التقليدي واليوجا. وتم تعين شيرباد نايك وزير الثقافة والسياحة وزيرًا لهذه الوزارة

## تقرير السعادة العالمي 2017
صنفت دولة الإمارات العربية المتحدة على أنها أسعد دولة في العالم العربي في تقرير السعادة العالمي لعام 2017وتقدمت إلى المركز 21 عالمياً في مؤشر سعادة الأفراد المواطنين والمقيمين على أرضها 

## روابط خارجية
البرنامج الوطني للسعادة وجودة الحياة